# Eduard Kunc
Eduard Kunc (ros. Эдуард Кунц) (ur. 30 października 1980 w Omsku, Rosja) – pianista rosyjski. Absolwent Royal Northern College of Music w Manchesterze. Zwycięzca Międzynarodowego Konkursu Pianistycznego im. Ignacego Jana Paderewskiego w 2010 roku.